# 特里斯坦·拉馬希尼

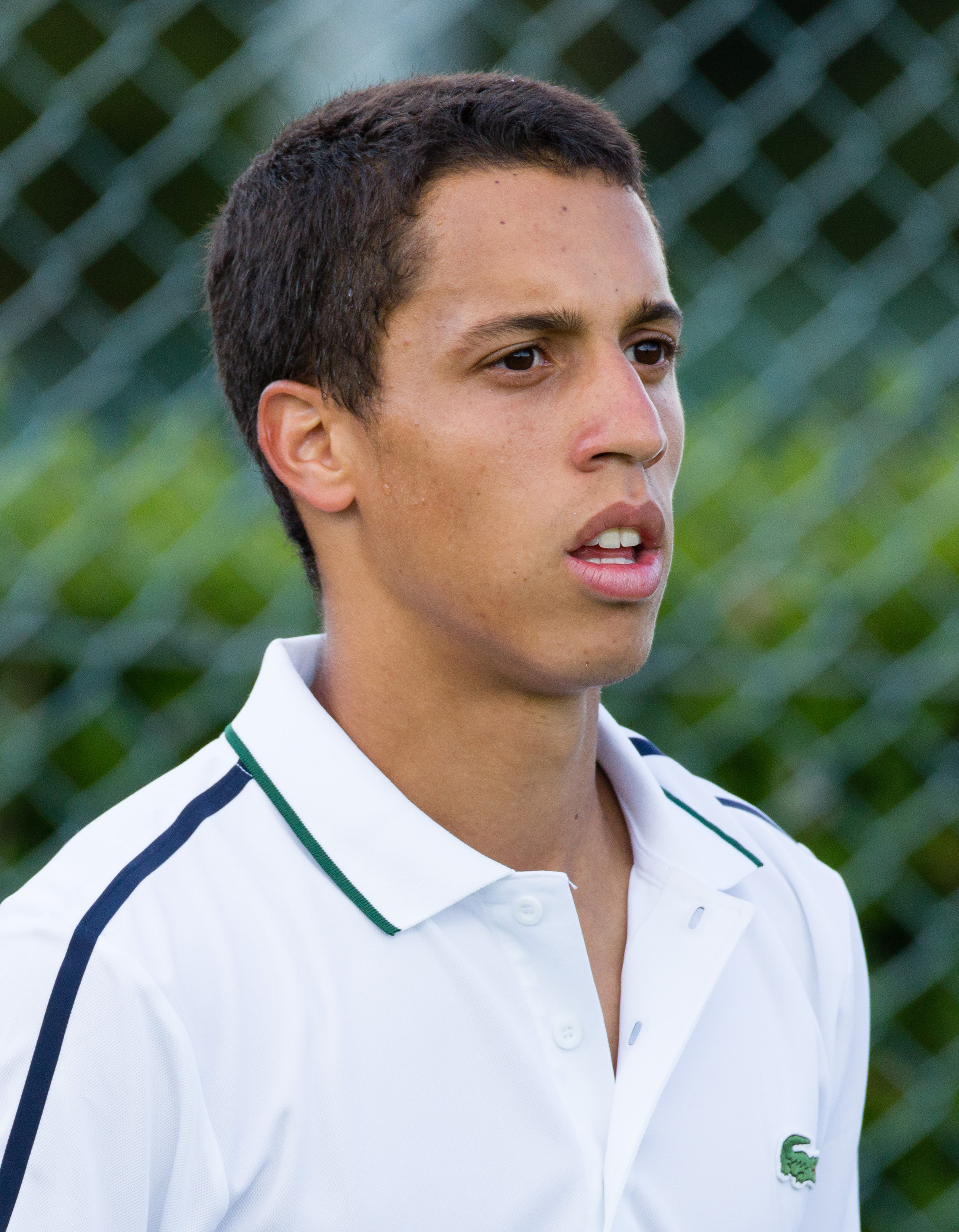

特里斯坦·拉馬希尼（法語：Tristan Lamasine，1993年3月5日—）是一位法國網球運動員。他首次參加大滿貫賽事是在2015年澳網。在2015年法網和2015年溫網賽事中，他打入了第二輪的比賽。